# Bistum Loja
Das Bistum Loja (lateinisch Dioecesis Loiana, spanisch Diócesis de Loja) ist eine in Ecuador gelegene römisch-katholische Diözese mit Sitz in Loja.

## Geschichte
Das Bistum Loja wurde am 29. Dezember 1862 durch Papst Pius IX. aus Gebietsabtretungen des Bistums Cuenca errichtet. Es wurde dem Erzbistum Cuenca als Suffraganbistum unterstellt. Am 26. Juli 1954 gab das Bistum Loja Teile seines Territoriums zur Gründung der Territorialprälatur El Oro ab.

## Bischöfe von Loja
- 1875–1902 José María Massia OFM
- 1907–1911 Juan José Antonio Eguiguren-Escudero
- 1911–1919 Carlos María de la Torre, dann Bischof von Bolívar
- 1920–1944 Guglielmo Harris
- 1945–1956 Nicanor Roberto Aguirre Baus
- 1956–1963 Juán Maria Riofrio OP
- 1963–1972 Luis Alfonso Crespo Chiriboga
- 1972–1985 Alberto Zambrano Palacios OP
- 1985–2007 Hugolino Cerasuolo Stacey OFM
- 2008–2013 Julio Parrilla Díaz, dann Bischof von Riobamba
- 2013–2019 Alfredo Espinoza Mateus SDB
- seit 2019 Walter Jehowá Heras Segarra OFM